# 올리버 로빈스
올리버 로빈스(Oliver Robins, 1971년 7월 22일 ~ )는 미국의 배우, 영화 감독, 텔레비전 배우, 영화배우이다.

## 영화
- 데빌스 위스퍼 (2017년)
- 미치광이 판매왕 (2008년)
- 폴터가이스트 2 (1986년)
- 잠들지 마라 (1982년) - 케빈 역
- 에어플레인 2 (1982년)
- 폴터가이스트 (1982년) - 로비 프리링 역